# Doklady Mathematics
Doklady Mathematics is een internationaal, aan collegiale toetsing onderworpen wetenschappelijk tijdschrift op het gebied van de wiskunde en de informatica. De naam wordt in literatuurverwijzingen meestal afgekort tot Dokl. Math. Het tijdschrift publiceert Engelse vertalingen van artikelen die in het Russische Doklady Akademii Nauk zijn verschenen. Het wordt uitgegeven door MAIK Nauka/Interperiodica en verschijnt tweemaandelijks. Sinds 2006 wordt de verspreiding verzorg door Springer Science+Business Media.